# هوبير أ. كالدويل
هوبير أ. كالدويل (بالإنجليزية: Hubert A. Caldwell)‏ هو مجدف أمريكي، ولد في 26 ديسمبر 1907 في أوكلاند في الولايات المتحدة، وتوفي بنفس المكان في 9 أغسطس 1972.

## وصلات خارجية
- هوبير أ. كالدويل على موقع الاتحاد الدولي للتجديف (الإنجليزية)
- هوبير أ. كالدويل على موقع اللجنة الأولمبية الدولية (الإنجليزية)
- هوبير أ. كالدويل على موقع أوليمبيديا (الإنجليزية)